# Slaget ved Rennell Island
Slaget ved Rennell Island (japansk: レンネル島沖海戦) fandt sted den 29.-30. januar 1943. Det var det sidste større søslag mellem United States Navy og den Kejserlige japanske flåde under slaget om Guadalcanal i Stillehavskrigen under 2. verdenskrig. Det fandt sted i det sydlige stillehav mellem Rennell Island og Guadalcanal i den sydlige del af Salomonøerne.
Under slaget foretog landbaserede japanske torpedobombefly over to dage adskillige angreb mod amerikanske krigsskibe syd for øen. Japanerne forsøgte at sikre at den kommende evakuering af de japanske styrker fra Guadalcanal. Udover at nærme sig Guadalcanal med det formål at komme i kamp med japanske skibe, der måtte nærme sig, beskyttede den amerikanske eskadre en konvoj af transportskibe, som medbragte afløsningstropper til Guadalcanal.
Som følge af de japanske luftangreb blev en tung amerikansk krydser sænket mens en destroyer blev svært beskadiget og resten af den amerikanske eskadre blev tvunget til at trække sig tilbage fra de sydlige Salomonøer. Til dels på grund af deres succes med at få de amerikanske skibe til at vende om i dette slag, lykkedes det japanerne at evakuere deres resterende tropper på Guadalcanal frem til den 7. februar 1943, og dermed afslutte slaget om Guadalcanal.

## Baggrund
Den 7. august 1942 gik Vestallierede styrker i land på Guadalcanal, Tulagi og Floridaøerne på Salomonøerne. Landsætningerne havde til formål at forhindre japanerne i at bruge dem som baser, der kunne true forsyningsruterne mellem USA og Australien, at sikre sig øerne som udgangspunkt for et felttog der skulle isolere og eventuelt føre til erobring af den store japanske baser i Rabaul samtidig med at det kunne støtte det allierede felttog på Ny Guinea. Landsætningerne blev indledningen på det seks måneder lange slag om Guadalcanal.
Det sidste store japanske forsøg på at fordrive de allierede styrker fra Guadalcanal og Tulagi blev forpurret under det afgørende søslag ved Guadalcanal i begyndelsen af november 1942. Herefter kunne den japanske flåde kun levere de mest nødvendige fødevarer og nogle få forstærkninger til de japanske styrker på Guadalcanal. På grund af truslen fra allierede fly på Henderson Field på Guadalcanal, foruden hangarskibe i nærheden, overførte japanerne disse forsyninger om natten, som regel med destroyere eller undervandsbåde ved operationer, som de allierede kaldte for "Tokyo Express." Disse forsyninger og forstærkninger var imidlertid langt fra tilstrækkelige og da man nåede til den 7. december mistede japanerne omkring 50 mand om dagen på grund af sult, sygdomme og angreb fra de allierede styrker. Den 12. december 1942 foreslog den japanske flåde, at man opgav Guadalcanal. Trods modstand i starten fra den japanske hær, som stadig håbede på at Guadalcanal kunne blive generobret, besluttede den japanske overkommando med kejserens billigelse den 31. december at evakuere alle japanske styrker fra øen og etablere en ny forsvarslinje i Salomonøerne på New Georgia.
Japanerne gav evakueringen af tropper fra Guadalcanal kodenavnet Operation Ke (ケ号作戦) og planlagde at den skulle starte den 14. januar 1943. En vigtig del af operationsplanen var at opnå luftherredømme og en kampagne for at opnå det skulle indledes den 28. januar 1943, med det mål at forhindre allierede fly eller krigsskibe i at genere eller afbryde den sidste fase i operation Ke, som var den faktiske evakuering af alle japanske tropper fra Guadalcanal.
De allierede misfortolkede forberedelserne til operation Ke og troede at det var begyndelsen på en ny japansk offensiv, der skulle generobre Guadalcanal. Samtidig var den øverstkommanderende for de allierede styrker involveret i slaget om Guadalcanal, admiral William Halsey, Jr., under pres fra sine overordnede for at få afsluttet udskiftningen af 2. marineregiment på Guadalcanal med en anden enhed. 2. marineregiment havde været involveret i kampene lige siden de indledende landsætninger i august. Halsey håbede på at kunne drage fordel af det han regnede med var en forestående japansk offensiv til at komme i kamp med japanske flådestyrker, samtidig med at han overførte de nye tropper til Guadalcanal. Den 29. januar 1943 forberedte og afsendte Halsey fem eskadrer krigsskibe til de sydlige af Salomonøerne for at dække troppekonvojen og for at komme i kamp med eventuelle japanske flådestyrker, der kom indenfor rækkevidde. Disse fem eskadrer bestod af store hangarskibe, 2 eskortehangarskibe, 3 slagskibe, 12 krydsere og 25 destroyere.
Foran disse eskadrer sejlede troppekonvojen Task Group TG 62.8, som bestod af fire transportskibe og fire destroyere. Foran troppekonvojen mellem Rennell Island og Guadalcanal var der en nærstøtte gruppe (TF 18), under kontreadmiral Robert C. Giffen, der bestod af de tunge krydsere USS Wichita, Chicago og Louisville, de lette krydsere Montpelier, Cleveland og Columbia eskortehangarskibene Chenango og Suwannee samt 8 destroyere. Admiral Giffen havde kommandoen over TF 18 fra Wichita. En eskadre med det store hangarskib USS Enterprise sejlede omkring 400 km bag TG 62.8 og TF 18. Det andet store hangarskib og slagskibene var omkring 240 km længere tilbage. Admiral Giffen var sammen med krydseren Wichita og de to eskortehangarskibe netop ankommet til Stillehavet efter at have deltaget i Operation Torch under Felttoget i Nordafrika. Chicago var også lige kommet tilbage til det sydlige stillehav efter at have gennemgået reperationsarbejder for skader, som det havde fået i Slaget ved Savoøen næsten seks måneder tidligere.

## Slaget

### Optakt
Udover at beskytte troppekonvojen skulle TF 18 mødes med en styrke på fire amerikanske destroyere, som var stationeret på Tulagi, kl. 21 den 29. januar for at sejle op gennem "The Slot" nord for Guadalcanal den følgende dag for at afskærme losningen af troppetransportskibene ved Guadalcanal. Imidlertid var eskortehangarskibene under flotilleadmiral Ben Wyatt, for langsomme (18 knob) til at Giffens styrke kunne må frem til det planlagte møde, så Giffen efterlod hangarskibene med to destroyere kl 14 og skyndte sig videre med 24 knob. Giffen var bekymret for truslen fra japanske undervandsbåde, som den allierede efterretningstjeneste mente at det var sandsynligt opererede i området, og han placerede derfor destroyere og krydsere så de kunne forsvare sig mod undervandsbåde da han ikke ventede at blive angrebet fra luften. Krydserne sejlede i to kolonner med 2,2 km mellem sig. Wichita, Chicago og Louisville, i den rækkefølge, sejlede i styrbord side mens Montpelier, Cleveland og Columbia sejlede i bagbord side. De seks destroyere var spredt i en halvcirkel 3 km foran krydser kolonnen.
Giffens styrke blev observeret af japanske undervandsbåde, som rapporterede Giffens position, kurs og hastighed til deres hovedkvarter. Omkring midt på eftermiddagen blev 16 Mitsubishi G4M Type 1 bombefly fra 705. luftgruppe og 16 Mitsubishi G3M Type 96 bombefly fra 701. luftgruppe sendt af sted fra Rabaul med torpedoer for at angribe Giffens styrke. En Type 96 vendte om med maskinproblemer, så der var 31 bombefly i angrebsstyrken. Lederen af 705. luftgruppes fly var løjtnant Tomō Nakamura og oberstløjtnant Joji Hagai havde kommandoen over flyene fra 701. luftgruppe.

### Kampen den 29. januar
Da TF 18 ved solnedgang var på vej mod nordvest 80 km nord for Rennell Island og 260 km syd for Guadalcanal, opdagede flere af Giffens skibe uidentificerede fly på radaren 100 km vest for sig. Da han tidligere havde givet ordre til strikt radiostilhed, gav Giffen ingen forholdsordrer vedrørende de uidentificerede fly eller ordrer i det hele taget. Da solen gik ned vendte TF 18's jagereskorte fra de to eskortehangarskibe tilbage til deres skibe for natten, og efterlod Giffens skibe uden dækning fra luften.
Radarkontakterne var rent faktisk de 31 torpedobombefly, som nærmede sig. De cirklede syd om TF 18 så de kunne angribe fra øst, med den natsorte himmel bag sig. Fra denne retning var de japanske fly dækket af mørket, mens Giffens skibe lå i silhuet mod tusmørket på den vestlige horisont. Flyene fra 705. luftgruppe angreb først fra kl. 19.19. Alle deres torpedoer ramte ved siden af, og et af torpedobombeflyene blev skudt ned af antiluftskyts fra Giffens skibe.
I den tro, at angrebet var overstået, beordrede Giffen sine skibe til at ophøre med at zigzagge og fortsætte mod Guadalcanal på samme kurs og med samme hastighed. I mellemtiden begyndte et japansk rekognosceringsfly at nedkaste lysblus for at markere kurs og hastighed på TF 18 med hemblik på at bistå i det kommende angreb fra Hagais bombefly.
Kl. 19.38 angreb 701 luftgruppe og ramte Chicago med to torpedoer, der forårsagede store skader og bragte krydseren til standsning. En torpedo ramte Wichita, men eksploderede ikke, og to af bombeflyene blev skudt ned af antiluftskyts, herunder den med Hagai, som blev dræbt. Kl. 20.08 beordrede Giffen sine skibe til at ændre kurs, reducere hastigheden til 15 knob og indstille skydningen med deres antiluftskyts, hvorved skibene blev skjult for de japanske fly, som alle forlod området kl. 23.35. I sort nat lykkedes det Louisville at få en trosse om bord på den beskadigede Chicago og de to sejlede langsomt sydpå, væk fra kampområdet eskorteret af resten af TF 18.

### Kampen den 30. januar
Halsey tog straks skridt til at forsøge at beskytte den beskadigede USS Chicago, og gav eskortehangarskibene besked på at sørge for at have jagerdækning på plads ved første lys og beordrede Enterprise til at nærme sig og udvide jagerdækningen. Endelig sendte han flådens slæbebåd Navajo af sted for at overtage bugseringen fra Louisville, hvilket blev fuldført kl. 8. Mellem daggry og kl. 14 nærmede talrige japanske rekognosceringsfly sig TF 18, men selv om de alle blev jaget væk af jagerdækningen, kunne de observere og rapportere positionen af Chicago. Klokken 12.15 indledte en styrke på 11 Type 1 torpedobombefly fra 751. luftgruppe, der havde base i Kavieng og mellemlandede på Buka, et angreb på den beskadigede krydser. De amerikanske skibe vidste at bombeflyene var på vej på grund af en advarsel fra en australsk kystobservatør på Salomonøerne og at de ville komme omkring kl. 16. Halsey beordrede imidlertid resten af krydserne til at forlade Chicago og søge mod havn i Efate, i Ny Hebriderne, hvilket de gjorde kl. 15, og lod seks destroyere tilbage for at beskytte Chicago og Navajo.
Klokken 15.40 var Enterprise 70 km fra Chicago med 10 af sine jagere på patrulje over den beskadigede krydser. På dette tidspunkt jagtede og nedskød fire fly fra jagerpatruljen en rekognoscerings Type 1 bomber. Kl. 15.54 opdagede radaren på Enterprise de japanske bombefly og opsendte yderligere 10 jagerfly for at angribe den japanske formation. Eskortehangarskibene havde imidlertid problemer med at få deres fly sendt op, hvilket forhindrede dem i at deltage i angrebet på bombeflyene før kampen var ovre.
I begyndelsen så det ud til at de japanske bombefly forsøgte at nærme sig og angribe Enterprise; men drejede mod Chicago efter at seks jagere fra Enterprise gik til angreb på dem. Fire andre jagere fra jagereskorten forfulgte flyene fra 751. luftgruppe da de fløj ind i antiluftskytset fra Chicagos destroyereskorte. To af bombeflyene blev skudt ned inden de kunne kaste deres torpedoer. Yderligere seks blev skudt ned kort efter, men først da de havde kastet deres torpedoer.
En torpedo ramte destroyeren USS La Vallette i dens forreste maskinrum, dræbte 22 af besætningen og forårsagede store skader. Chicago blev ramt af fire torpedoer, en foran broen og de tre andre i ingeniørgangene. Chicagos kaptajn — Ralph O. Davis — gav ordre til at gå i bådene, og krydseren sank med agterstavnen først 20 minutter senere. Navajo og de eskorterende destroyere reddede 1.049 overlevende fra Chicagos besætning, men 62 døde. En sidste angrebsstyrke havde ikke held af at finde de resterende amerikanske skibe. Navajo tog La Vallette på slæb og alle de resterende skibe fra TF 18 nåede i havn på Espiritu Santo uden yderligere hændelser.

## Efterspil
Japanerne fortalte vidt og bredt om resultaterne af kampen, og hævdede at have sænket et slagskib og tre krydsere.
 Amerikanerne derimod forsøgte at skjule tabet af USS Chicago fra offentligheden i nogen tid, og admiral Chester Nimitz — der var øverstkommanderende for de allierede styrker i Stillehavet truede med at skyde enhver fra hans stab, som lækkede nyheden om tabet af Chicago til pressen. Halsey og Nimitz lagde skylden for nederlaget på Giffen og skrev det i Giffens officielle præstationsrapport for denne periode. Nederlaget og de efterfølgende beskyldninger fik dog ikke betydning for Giffens karriere. Han fortsatte med at lede allierede eskadrer af slagskibe og krydsere i Stillehavet indtil 1944 og blev senere forfremmet til viceadmiral.
Da de japanske fly var optaget af slaget med TF 18, kunne de allierede transportskibe gennemføre deres opgave med at udskifte de resterende marinetropper på Guadalcanal i løbet af de sidste to dage af januar 1943. I denne periode lå de øvrige allierede eskadrer, herunder de to store hangarskibe, i Koralhavet, i forventning om en japansk offensiv i de sydlige af Salomonøerne.
I virkeligheden afsluttede japanerne imidlertid deres hemmelige evakuering af de resterende styrker fra Guadalcanal over tre nætter fra den 2. til den 7. februar 1943. Da TF 18 blev tvunget til at trække sig tilbage var der meget få allierede flådestyrker tilbage i farvandet omkring Guadalcanal, hvilket gav japanerne mulighed for at hente de fleste af deres tilbageværende styrker. De allierede opdagede ikke at evakueringen var i gang før den var overstået. På baggrund af deres succes med erobringen af Guadalcanal, fortsatte de allierede deres felttog mod Japan, som sluttede med Japans nederlag ved slutningen af 2. verdenskrig.

## Yderligere læsning
- Domagalski, John J. (2010). Lost at Guadalcanal: The Final Battles of the Astoria and Chicago as Described by Survivors and in Official Reports. McFarland. ISBN 978-0786458974.
- Roscoe, Theodore (1953). United States Destroyer Operations in World War II (1986 udgave). Annapolis, Maryland: Naval Institute Press. ISBN 0-87021-726-7.
- Stafford, Edward P.; Paul Stillwell (Introduction) (2002). The Big E: The Story of the USS Enterprise. Naval Institute Press. ISBN 1-55750-998-0.

## Eksterne kilder
- Chen, C. Peter (2004-2006). "Battle of Rennell Island". World War II Database. Arkiveret fra originalen 23. marts 2006. Hentet 2006-07-13.
- Hough, Frank O.; Ludwig, Verle E.; Shaw, Henry I., Jr. "Pearl Harbor to Guadalcanal". History of U.S. Marine Corps Operations in World War II. Hentet 2006-05-16.
- McComb, David W. (2008). "Battle of Rennell Island". Destroyer History Foundation. Hentet 2008-04-16.
- Wukovitz, John (2006). "Battle of Rennell Island: Setback in the Solomons". TheHistoryNet.com. Arkiveret fra originalen 17. marts 2006. Hentet 2006-07-13. – Artikel oprindelig fra World War II magazine.

11°25′S 160°56′Ø / 11.417°S 160.933°Ø